# 艾倫斯帕克 (科羅拉多州)
艾倫斯帕克（英語：Allenspark）是位於美國科羅拉多州圓石縣的一個人口普查指定地區。

## 地理
艾倫斯帕克的座標為40°12′09″N 105°30′48″W / 40.20250°N 105.51333°W，而該地最高點為海拔高度2592米（即8504英尺）。

## 人口
根據2010年美國人口普查的數據，艾倫斯帕克的面積為30.5平方千米，當中陸地面積為30.4平方千米，而水域面積為0.1平方千米。當地共有人口528人，而人口密度為每平方千米17人。